# Phyllachora exanthematica
Phyllachora exanthematica är en svampart som beskrevs av Lév. ex Cooke 1885. Phyllachora exanthematica ingår i släktet Phyllachora och familjen Phyllachoraceae.   Inga underarter finns listade i Catalogue of Life.